# Lorp-Sentaraille
Lorp-Sentaraille är en kommun i departementet Ariège i regionen Occitanien i södra Frankrike. Kommunen ligger  i kantonen Saint-Lizier som ligger i arrondissementet Saint-Girons. År 2022 hade Lorp-Sentaraille 1 392 invånare.

## Befolkningsutveckling
Antalet invånare i kommunen Lorp-Sentaraille
Referens: INSEE